# Benjamin Harris Hunnicutt
Benjamin Harris Hunnicutt (25 de setembro de 1886, Geórgia - 26 de janeiro de 1962, São Paulo), foi um agrónomo. Formou-se em ciências agrícolas, em 1905, pelo Mississipi State College.
Em 1907, com 20 anos de idade, Benjamin Hunnicutt chega a Lavras, a convite de seu conterrâneo Samuel Rhea Gammon, para implantar a Escola Agrícola de Lavras.
Pouco depois importou dos Estados Unidos a raça de porcos Duroc-Jersey.
Foi um grande incentivador da cultura do milho no Brasil, tendo organizado as exposições nacionais deste cereal. Em 1922 organizou em Lavras a primeira Exposição Agropecuária e Industrial de Lavras, pioneira em Minas Gerais.
De 1934 a 1951 foi diretor presidente da Universidade Presbiteriana Mackenzie. Publicou dezenas de artigos sobre o Brasil nas revistas Norte-Americanas. Era colaborador da "Folha da Manhã", "Observador Econômico Financeiro" e "Chácaras e Quintais". Autor dos livros "Brazil Looks" e "Brazil World Frontier". Fundou em São Paulo em 1936 os cursos de Oratória que manteve durante mais de vinte anos. Organizou a Umuarama, colônia de férias em Campos de Jordão.
Recebeu do Governo Federal a maior condecoração dada a um estrangeiro, a comenda da Ordem Nacional do Cruzeiro do Sul.